# 云彩卷管螺
云彩券管螺（学名：Daphnella mitrellaeformis），是新腹足目卷管螺科月桂卷管螺属的一种。主要分布于台湾，常栖息在泥沙质海底。